# Dardo Regules
Dardo Regules (Uruguai, 1887 — 1961) foi um escritor e político uruguaio. 